# Seweryn Bieliński
Seweryn Bieliński (10. května 1815 Halič – 14. března 1895 Konstantinopol) byl rakouský politik polské národnosti z Haliče, během revolučního roku 1848 poslanec Říšského sněmu.

## Biografie
Narodil se v Haliči. Během revolučního roku 1848 se zapojil do politického dění. Ve volbách roku 1848 byl zvolen na rakouský ústavodárný Říšský sněm. Zastupoval volební obvod Gliniany v Haliči. Uvádí se jako soukromník. Patřil ke sněmovní levici. Jako voják se účastnil revoluce v Uhersku.
Po porážce revoluce odešel do emigrace. Od roku 1854 pobýval v Osmanské říši. Podílel se na výstavbě pevností a železnic. Byl ředitelem drah, šéfem štábu osmanské armády a komisařem při bulharské vládě.